# Chant mozarabe
Le chant mozarabe ou chant vieux-hispanique (espagnol : canto viejo-hispánico) désigne le chant liturgique du rite mozarabe pratiqué  par les mozarabes en Al Andalus. Malgré leurs noms, ces chants liturgiques traditionnels sont fixés durant le règne Wisigoth dans la première moitié du VIIe siècle, un siècle avant la conquête musulmane. Ils sont associés à l'arianisme hispanique et ne se sont pas mélangés aux apports des conquérants. 
Durant la Reconquista ils sont remplacés sans ménagement par le rite romain aux XIe et XIIe siècles, de sorte que, paradoxalement, leur conservation se fait uniquement par les mozarabes dans les territoires sous domination musulmane. Bien qu'impropre, l'appellation la plus courante reste « chant mozarabe ».
Les éléments caractéristiques de ce chant sont l'abondance de vocalises, la forme du rituel encore assez proche de l'improvisation, la part assez importante des acclamations populaires.

## Histoire
- Royaume originel de Toulouse
- Extension au Ve siècle

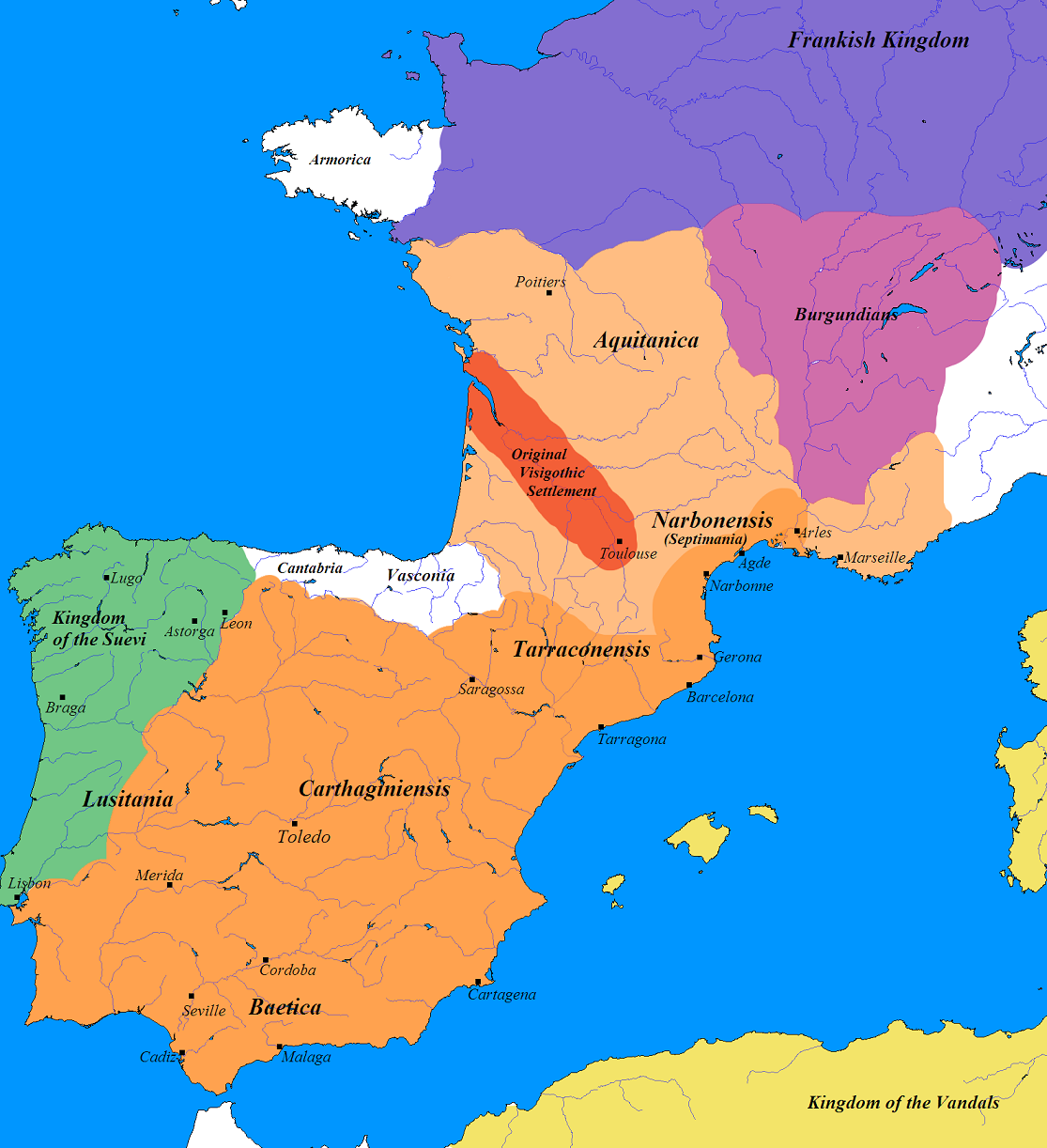
Évolution du royaume Wisigoth jusqu'au VIe siècle :
Royaume originel de Toulouse
Territoire perdu à Vouillé en 507
Conquête du royaume suève en 575

### Contexte historique
La province romaine d'Hispanie est une des premières de la partie occidentale de l'Empire romain à être christianisée, fait favorisé par trois causes importantes: l'existence de riches communautés juives anciennes, la nombreuse population d'origine romaine et la prompte activité évangélisatrice en Hispanie. Après l’instauration du Royaume wisigothique de Tolède (418-711) dans la majeure partie de l’Hispanie et dans l’extrémité du sud-est de la Gaule, l’unité et la spécificité de l’Église espagnole, attachée à la tradition latine et en lutte perpétuelle avec l’arianisme des nouveaux dirigeants wisigoths, se consolide. La filiation du clergé catholique hispanique à la population romaine, face au clergé arien, d’origine germanique, fixe les traditions culturelles de l’empire dans la péninsule ibérique, plus tôt qu’en tout autre lieu d’Occident. Cette lutte prend fin durant le IIIe concile de Tolède (589), lorsque le roi Récarède Ier se convertit, avec ses nobles wisigoths, de l'arianisme au dogme trinitaire du christianisme nicéen.
L'État national chrétien qui se constitue est à deux têtes: le roi et l'archevêque de Tolède, chef de l'Église. Le gouvernement est contrôlé par une assemblée d'évêques, d'abbés, de clercs et de grands laïcs. Le concile, présidé par le roi et dirigé par l'archevêque de Tolède, légifère sur les questions religieuses et civiles. À partir de 653, il s'arroge même le droit de désigner les rois. La chrétienté wisigothique se constitue en groupe fermé à l'imitation de l'Israël de l'Ancien Testament. Particulièrement hostile à tous les étrangers, elle contraint les Juifs à la conversion ou à la fuite.

### Origines
Les Pères de l'Église wisigothe, selon la Chronique De Viris Illustribus commencée par Saint Isidore de Séville († 636) et poursuivie par Saint Ildefonse de Tolède († 667), enrichissent l'ancienne liturgie de chants nouveaux et l'adaptent à des usages plus conformes à l'époque. Nous savons le nom de quelques compositeurs du rite mozarabe: l'archevêque Léandre de Séville († 599, frère aîné de Saint Isidore), les évêques Jean et Braulio de Saragosse (morts respectivement en 618 et 631), l'évêque Conantius, de Palencia, l'évêque Eugène II de Tolède († 657) et Ildefonse lui-même,.
L'un des aspects les plus frappants du travail des pères wisigoths, dont les écrits forment en quelque sorte une passerelle culturelle entre l'antiquité chrétienne et le Moyen Âge, est l'utilisation des paragraphes et phrases pris ailleurs que dans le Livre des Psaumes. Une fois remaniés (afin de rendre leur mise en musique plus aisée), ils servent à élaborer les textes des chants liturgiques. Le chant hispanique, avec sa liturgie, a été pratiqué de cette façon aussi bien par les mozarabes que par les chrétiens des royaumes du Nord. Certes, on admet aujourd'hui des variantes et des traditions propres à d'autres pratiques mais il existe par ailleurs une certaine uniformité dans cette liturgie parvenue jusqu'à nous.

### Relation avec d'autres systèmes musicaux chrétiens
À part la liturgie juive, d'autres facteurs influencent la formation et la configuration de la liturgie et du chant hispanique. Parmi ceux-ci, on peut citer des éléments pré-romains et romains. Les érudits hispanisants ont tendance à rapprocher l'ensemble des rites hispaniques et ambrosien, non sans raison selon la musicologue Solange Corbin.

### La fixation du chant hispanique

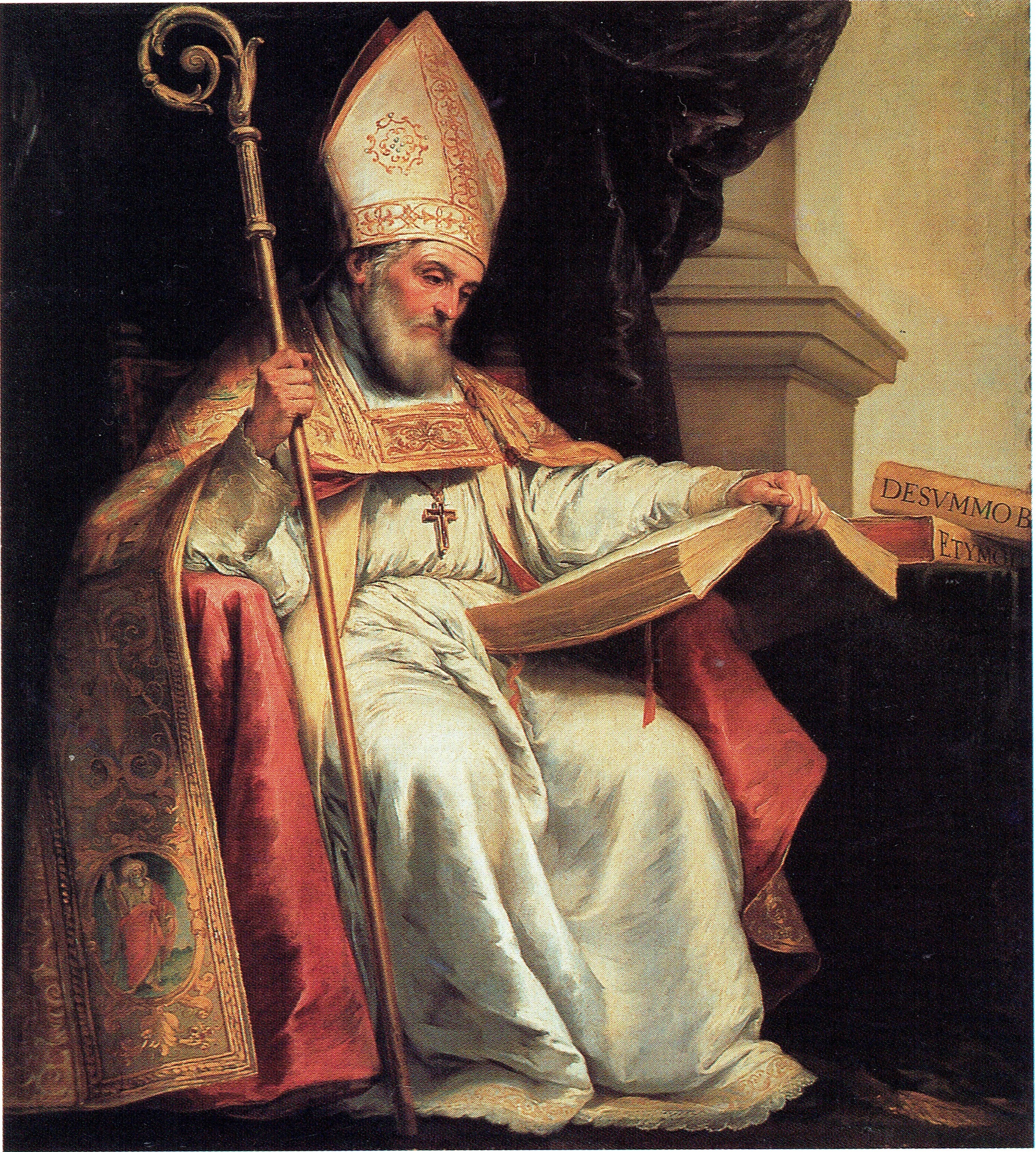
Isidore de Séville

La fixation du chant hispanique se retrouve dans les actes du IVe concile de Tolède (633) tenu sous sa présidence de saint Isidore de Séville qui rédige également le Livre des offices ecclésiastiques. Le système musical gréco-romain s'incorpore définitivement au travers des œuvres de Boèce, Cassiodore et Marciano Capella, popularisées dans les Etymologiae de saint Isidore. 
Après la conquête musulmane de la péninsule Ibérique en 711, l'originalité de la liturgie hispanique et du chant qui lui est associé, est étrangement sauvegardée aussi bien dans les noyaux chrétiens restés isolés dans le nord que dans les communautés chrétiennes qui demeurent sous autorité musulmane. Les diligentes abbayes des régions de Castille et de Léon ont le temps de copier bon nombre de codex liturgiques avec cette belle notation neumatique wisigothique. Une quarantaine de scriptoria des royaumes chrétiens du Nord de la Péninsule, composés entre le IXe et le XIe siècle nous sont ainsi parvenus. Les neumes au tracé fin et ondulé, à la calligraphie très soignée, montrent une remarquable richesse sémiologique. Cependant, cette notation musicale n'indique pas les intervalles et, par conséquent, ne permet l'interprétation,.

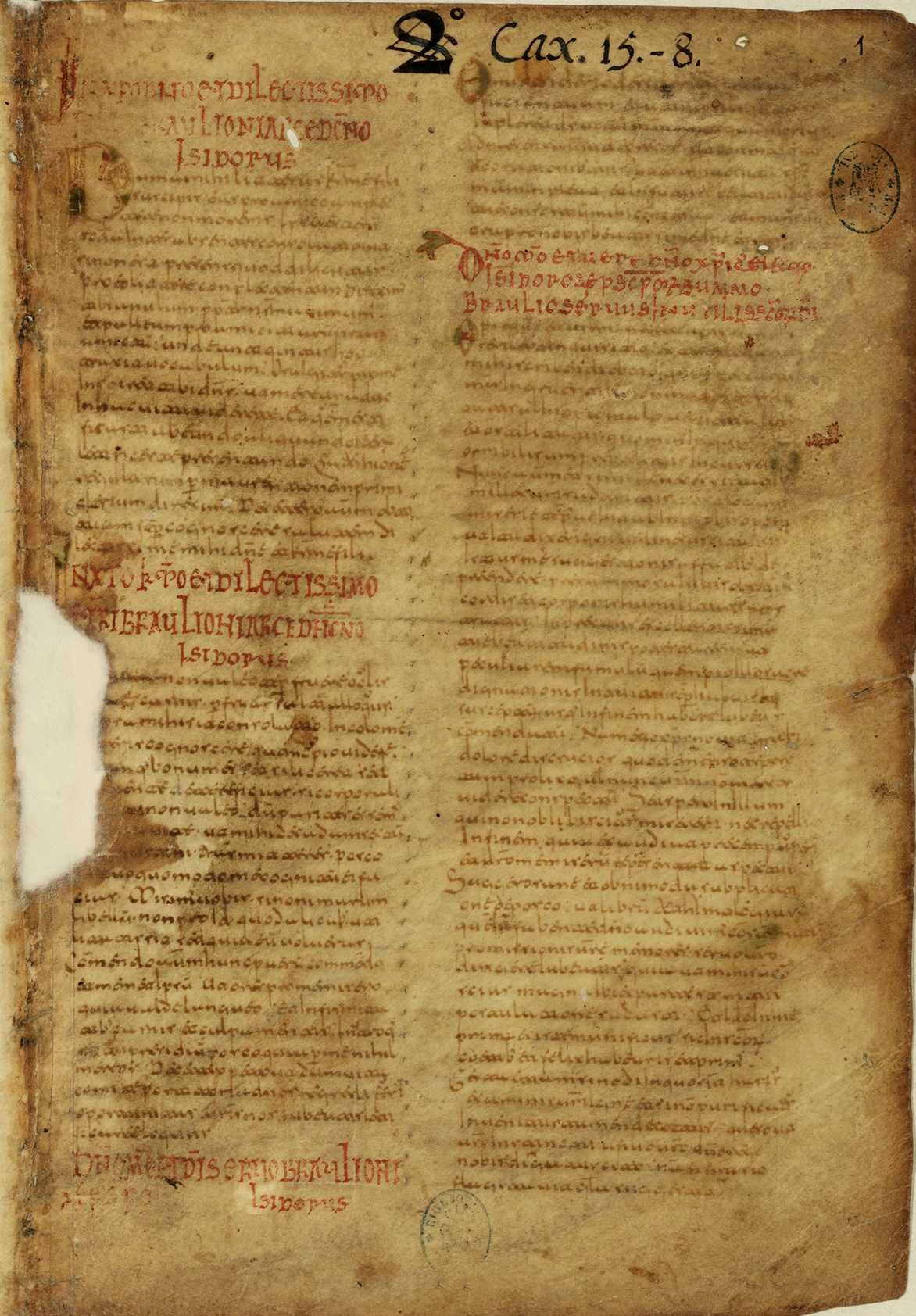
Folio 1r du Codex Toletanus Etymologiae Isidori (nunc Matritensis), Bibliothèque Nationale d'Espagne, de la cathédrale de Tolède.

Déjà en contact avec l'Aquitaine dont elles partagent certains genres musicaux liturgiques (les preces), les vallées du nord-ouest sont perméables aux influences clunisiennes et laissent introduire le répertoire romain. Ce mouvement est parallèle à celui de la Reconquista auquel s'intéresse de très près les papes Alexandre II (1061-73) et Grégoire VII (1073-1085).
Bientôt, les marches pyrénéennes adoptent les modèles pré-grégoriens, avec comme conséquence, déjà au IXe siècle, l'adoption du chant grégorien dans de nombreuses églises. La disparition progressive du chant hispanique survient au moment où les scholæ ecclésiastiques cherchent à fixer exactement la mélodie sur le parchemin et non approximativement comme cela se passait dans la notation neumatique in campa aperto. Mais ces nouvelles techniques diastématiques ne s'utilisent que pour l'écriture du chant grégorien. En l'espace de quelques années, les chercheurs sont mis dans l'obligation d'apprendre un répertoire nouveau. On peut très bien imaginer le trouble des communautés chrétiennes de la Péninsule voyant arriver des prêtres d'autres contrées qui prononçaient bizarrement le latin, chantaient des chants inconnus et imposaient des prières on ne peut plus austères et concises.
- la tradition de Tolède, plus conservatrice, en territoire musulman ;
- la tradition de Castille et León, avec d'importants centres dans les principaux monastères : Frómista, Silos, Sahagún, et dans des cathédrales comme celles de León, Oviede, Pampelune et Burgos[2].

### Décadence du chant mozarabe
La réforme du rite romain et les actions entreprises par les Carolingiens pour l'implanter dans tout l'Empire ne produisent aucun effet dans la Péninsule ibérique, excepté sur les territoires de la Marca hispanica au nord-est, contrôlés par Charlemagne. À Rome parviennent de graves accusations concernant l'hétérodoxie douteuse de certaines prières et chants qui ne correspondaient pas aux usages de l'Église universelle. L'Église hispanique les rejette énergiquement et s'oppose fermement aux innovations provenant de Rome, arguant que les usages hispaniques sont tout aussi respectables et leurs auteurs tout aussi vénérables que saint Grégoire-le-Grand lui-même. Toutefois, à la fin du XIe siècle, l'ouverture de la politique des rois de Castille au-delà des Pyrénées par des alliances matrimoniales modifie quelque peu la volonté des évêques de maintenir coûte que coûte la vieille tradition.
C'est ainsi qu'en 1080, lors du Concile Général de ses royaumes convoqué à Burgos par le roi Alphonse VI de Castille, la liturgie hispanique est officiellement abolie et remplacée par la liturgie romaine et le chant mozarabe par celui instituée par Grégoire VII. Si le remplacement de la liturgie hispanique par la grégorienne est brutal et expéditif en ce qui concerne la messe et l'office divin, il n'en va pas de même avec les autres rites et leurs célébrations ne sont pas toutes identiques dans le territoire sous influence du Saint Empire. Les églises hispaniques continuent donc à célébrer certains rites comme le baptême, le mariage ou les obsèques dans des formes traditionnelles, et quelques-uns de ses chants (vingt et un nous sont parvenus ou total) furent copiés en notation diastématique afin que leur mélodie soit chantée plus aisément.
Cependant, après la reconquête de Tolède en 1085, Alphonse VI y convoque les Cortes de Castille en décembre et décide de restaurer le siège ecclésiastique de Tolède, avec le rang d'archevêché. Le premier archevêque élu est Bernard de Sédirac, moine bénédictin de l'abbaye de Cluny, devenu abbé de Sahagún en 1080. Comme concession dans le pacte de conquête, six paroisses obtiennent le permis de conserver l'ancienne liturgie.
Finalement, étant donné l'absence de système de lors de son éclosion.

### La réforme de Cisneros

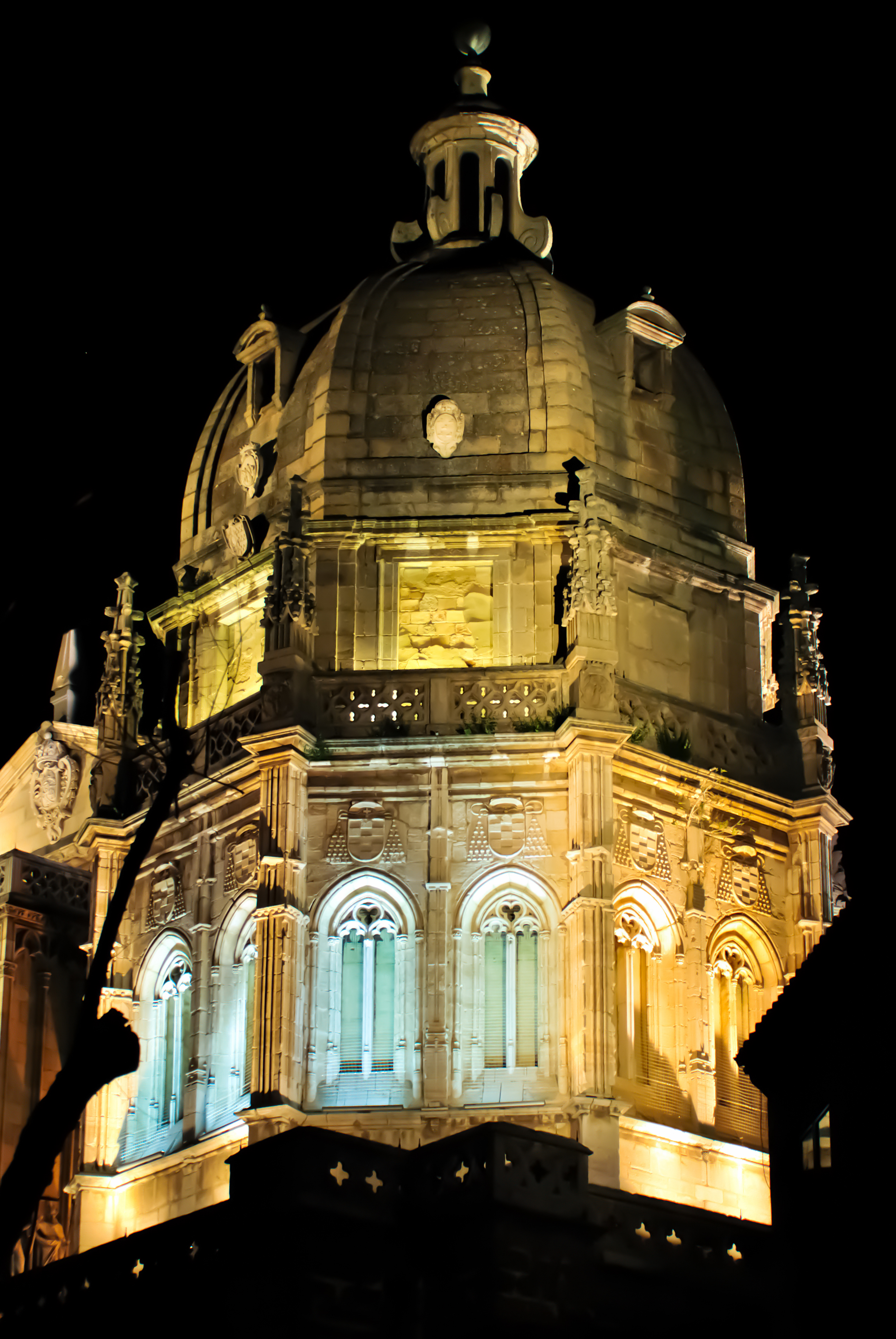
Extérieur de la chapelle mozarabe de la Cathédrale Santa María de Tolède. Tolède, 2010.

En plein processus réformateur de l'Église castillane, le franciscain Francisco Jiménez de Cisneros, archevêque de Tolède, décide de conserver l'ancienne liturgie pour le service des communautés mozarabes. Dans ce but, et avec l'appui d'Isabelle la Catholique, il fait construire en 1495 une chapelle vouée au “Corpus Christi” dans la Cathédrale Santa María de Tolède, la dote de revenus pour son maintien et de prêtres du conseil de la cathédrale pour y célébrer le rite hispanique.
Cisneros effectue également un important travail liturgique de recueil et d'ordre — chaque paroisse célébrait la messe et les offices de manière différente et la tradition orale qui soutenait le chant se perdait petit à petit — et réunit une grande quantité de codex en provenance de tout le royaume. Il effectue une étude des ressources liturgiques et une reconstruction des textes qui culmine par l'impression d'un nouveau missel, le Missale Mixtum dictum mozarabe (1500), et d'un bréviaire (1502) mozarabes. Il confie au chanoine Alonso Ortiz la charge de reconstituer la liturgie et fait transcrire des livres de lutrin ou de grands livres de chœur en notation carrée pour que l'ensemble vocal des prêtres puisse chanter les vieilles mélodies. La musique de ces livres de chœur est empruntée à la tradition et il est très difficile d'y voir des traces musicales des chants copiés dans les codex anciens écrits en neumes in campa aperto. Cependant, quelques mélodies, en particulier les récitatifs, laissent deviner une origine très ancienne.
Il semble qu'aux XVIIe et XVIIIe siècles, de nouveaux répertoires dits mozarabes aient été composés, certains textes notés sur ligne reprenant l'ancienne tradition primitive, ce qui légitime les éditions de Dom Germán Prado,.

## Conservation
La quasi-totalité de la musique a été conservée dans des exemplaires manuscrits de ces premières époques et nous sont parvenues. Cependant, bien que nous ayons les livres, leur interprétation n'est pas possible à cause de la notation en champ ouvert dans lesquels sont rédigés les chants hispaniques et qui ne permet pas de transcription diastématique. Une fois interrompue la tradition, personne ne se préoccupa de réécrire ces mélodies dans un système qui nous permette de récupérer les intervalles.
Seules quelques pièces rompent ce silence. C'est par exemple le cas à la fin du XIe siècle et au début du XIIe siècle, quelqu'un au monastère de San Millán de la Cogolla divisa une pièce d'un manuscrit de la bibliothèque de son abbaye (liber ordinum) primitive en 16 partie de l'office des morts, et repris la musique en notation aquitaine indiquant les hauteurs de son. 